# Jaroslava Havlová
Jaroslava Havlová es una deportista checoslovaca que compitió en piragüismo en la modalidad de eslalon. Ganó dos medallas en el Campeonato Mundial de Piragüismo en Eslalon, oro en 1953 y bronce en 1955.

## Palmarés internacional
| Campeonato Mundial | Campeonato Mundial | Campeonato Mundial | Campeonato Mundial |
| Año                | Lugar              | Medalla            | Competición        |
| ------------------ | ------------------ | ------------------ | ------------------ |
| 1953               | Merano (Italia)    | Medalla de oro     | F1 por equipos     |
| 1955               | Tacen (Yugoslavia) | Medalla de bronce  | F1 por equipos     |